# Евразийская патентная организация
Евразийская патентная организация (ЕАПО) — международная межправительственная организация, учреждённая для выполнения административных задач, связанных с функционированием Евразийской патентной системы и выдачей евразийских патентов на изобретения и промышленные образцы.

## Общие сведения
9 сентября 1994 года была подписана Евразийская патентная конвенция. Вступила в силу 12 августа 1995 года.
Членами организации являются 8 государств, ратифицировавших Евразийскую патентную конвенцию: Азербайджан, Армения, Белоруссия, Казахстан, Кыргызстан, Россия, Таджикистан и Туркменистан.
Официальным языком организации является русский язык. Местонахождение штаб-квартиры ЕАПО — Москва (Российская Федерация).
9 сентября 2019 года в городе Нур-Султан (Казахстан) был подписан Протокол об охране промышленных образцов к Евразийской патентной конвенции от 9 сентября 1994 года, в соответствии с которым расширены функции организации в области охраны объектов промышленной собственности, возложив на ЕАПО предоставление правовой охраны промышленным образцам на основе единого евразийского патента.

## Органы ЕАПО
Органами ЕАПО являются Административный совет и Евразийское патентное ведомство. Евразийское патентное ведомство возглавляет Президент, который является высшим должностным лицом ЕАПО и представляет эту организацию.
Евразийское патентное ведомство выполняет все административные функции ЕАПО, в том числе:
- осуществляет патентную экспертизу евразийских заявок на выдачу евразийских патентов на изобретения и евразийских заявок на промышленные образцы
- выдает евразийские патенты на изобретения и промышленные образцы, которые имеют действие на всей территории стран-участниц ЕАПО

ЕАПВ рассматривает возражения против выдачи евразийского патента по процедуре административного аннулирования евразийского патента, принимает решения и публикует сведения, связанные с подачей и рассмотрением возражения.
Административный совет является представительным органом ЕАПО. Каждое государство представлено в Административном совете и имеет один голос.
В компетенцию Административного совета входит:
- назначение Президента Евразийского патентного ведомства на возобновляемый шестилетний срок
- выдача рекомендации Президенту Евразийского патентного ведомства в отношении назначения вице-президентов
- одобрение соглашения о штаб-квартире ЕАПО
- одобрение соглашений, заключаемых ЕАПО с государствами и международными организациями